# Elaine Winter
Elaine Winter  (née le 31 décembre 1895 - date de mort inconnue) est une patineuse artistique allemande. Elle a été trois fois championne d'Allemagne après la Première Guerre mondiale, et a représenté son pays aux Jeux olympiques d'hiver de 1928.

## Biographie

### Carrière sportive
Elaine Winter remporte est triple championne d'Allemagne (en 1919, 1920 et 1922). Elle patine pour le club de Berlin ("Berliner Schlittschuhclub").
Elle n'a jamais participé aux championnats du monde, ni aux championnats d'Europe car ceux-ci n'existaient pas pour la catégorie féminine dans les années 1920.
Elle ne peut pas participer aux Jeux olympiques d'été de 1920 à Anvers et aux Jeux olympiques d'hiver de 1924 à Chamonix, car l'Allemagne en est exclue à la suite du premier conflit mondial. Par contre, elle peut se présenter aux Jeux olympiques d'hiver de 1928 à Saint-Moritz où elle se classe 18e.
Elaine Winter est décédé à la suite d'une opération.

## Palmarès
| Compétitions                                                                                | 1918 | 1919 | 1920 | 1921 | 1922 | 1923 | 1924 | 1925 | 1926 | 1927 | 1928 |
| Jeux olympiques                                                                             |      |      | JI   |      |      |      | JI   |      |      |      | 18e  |
| Championnats du monde                                                                       | CA   | CA   | CA   | CA   |      |      |      |      |      |      |      |
| Championnats d'Allemagne                                                                    | 2e   | 1re  | 1re  |      | 1re  |      |      |      |      |      | 3e   |
| Légende : JI = Jeux olympiques interdits aux athlètes allemands ; CA = championnats annulés |      |      |      |      |      |      |      |      |      |      |      |